# Roger Verbeke
Pour les articles homonymes, voir Verbeke.
Roger Verbeke, né le 31 janvier 1930 à Ypres et mort le 4 février 2017 dans la même ville, est un coureur cycliste belge. Professionnel de 1955 à 1958, il a notamment remporté une étape du Tour de l'Ouest et la course Roubaix-Cassel-Roubaix.

## Palmarès
- 1953
  - 2e de Heestert-Tournai-Heestert
- 1954
  - 7e étape du Tour de Belgique indépendants[1]
- 1955
  - 3e étape du Tour de l'Ouest[2]
  - 2e de Heestert-Tournai-Heestert
  - 3e du Grand Prix Raf Jonckheere
- 1956
  - Wingene Koers
  - Roubaix-Cassel-Roubaix[3]
- 1957
  - 2e du Circuit du Port de Dunkerque